# Uniwersalny żołnierz (film 1992)
Uniwersalny żołnierz (tytuł oryg. Universal Soldier) – film z roku 1992, reprezentujący gatunek science fiction oraz kino akcji, wyreżyserowany przez Ronalda Emmericha. W głównych rolach wystąpili w nim popularni szczególnie na początku lat dziewięćdziesiątych aktorzy-sportowcy − Jean-Claude Van Damme i Dolph Lundgren, jako żołnierze, którzy wzajemnie zabili się w Wietnamie, lecz po dwudziestu pięciu latach zostali reanimowani w tajnym projekcie armii amerykańskiej.
Mimo przeciętnych lub złych recenzji w roku premiery, dziś projekt uznawany jest za kultowy film akcji.

## Fabuła
Opowieść o żołnierzach poległych podczas wojny wietnamskiej, którzy najpierw zostają kriogenicznie zamrożeni, a następnie, po dwudziestu pięciu latach, są przywróceni do życia w tajnym projekcie armii USA i stają się cyborgami. Wojskowi ci − tzw. „Uniwersalni żołnierze” − posłusznie wykonują polecenia i mają być wykorzystywani do walki z terroryzmem. Jeden z nich, Luc Deveraux, pod wpływem szoku zaczyna przypominać sobie własną przeszłość. Kiedy pewna dziennikarka próbuje opublikować materiał o tajemniczych cyborgach, Luc ratuje ją przed pojmaniem. Tym samym rozpoczyna się szalona ucieczka.

## Obsada
- Jean-Claude Van Damme jako Luc Deveraux/GR44
- Dolph Lundgren jako Andrew Scott/GR13
- Ally Walker jako Veronica Roberts
- Ed O’Ross jako płk. Perry
- Jerry Orbach jako dr Christopher Gregor
- Leon Rippy jako Woodward
- Tico Wells jako Garth
- Ralf Möller jako GR76
- Gene Davis jako Tenente
- Drew Snyder jako Charles
- Tommy 'Tiny' Lister jako GR55
- Simon Rhee jako GR61
- Eric Norris jako GR86
- Michael Winther jako Técnico
- Joseph Malone jako Huey Taylor
- Rance Howard jako John Deveraux
- Lilyan Chauvin jako John Deveraux

## Produkcja
Uniwersalny żołnierz był ostatnim filmem, jaki nakręcono w wielokanałowym systemie cyfrowym Cinema Digital Sound (CDS). Większość zdjęć zrealizowano w plenerach stanu Arizona w sierpniu, wrześniu i październiku 1991 roku. Sceny z akcją w Wietnamie nagrywano w istocie na polu golfowym w miejscowości Clarkdale. Kluczowym plenerem filmowym została także Zapora Hoovera, znajdująca się na granicy Arizony z Nevadą.
Numer kodu żołnierza Luca Deverauksa, GR44, jest odniesieniem do wcześniejszego filmu Rolanda Emmericha, także fantastycznonaukowego Księżyca 44 (1990).

## Sequele
Ogółem zrealizowano cztery kontynuacje filmu Emmericha.
Powstały dwa sequele telewizyjne w roku 1998 jako Uniwersalny żołnierz II: Towarzysze broni (Universal Soldier II: Brothers in Arms) i Uniwersalny żołnierz III: Niewyrównane rachunki (Universal Soldier III: Unfinished Business) − z nową obsadą. W obu w głównej roli Luca Devereauksa wystąpił Matt Battaglia jako podobnie, jak Jean-Claude Van Damme, były sportowiec (futbolista).
W 1999 roku nakręcono kinowy sequel, Uniwersalnego żołnierza: Powrót, niezależnie od telewizyjnych filmów, z jedynym tylko Van Damme'm wracającym do oryginalnej serii. Dekadę później powstał sequel zatytułowany Uniwersalny żołnierz: Regeneracja, tym razem z Van Damme'm i Dolphem Lundgrenem zasilającymi obsadę. W wielu krajach film wydano na rynku DVD. Kolejna kontynuacja, Dzień odrodzenia, wydana została w 2012. W filmie wystąpili Van Damme, Lundgren oraz Scott Adkins.

## Przyjęcie
Film spotkał się z różnorodnymi opiniami recenzentów, głównie jednak negatywnymi. Wśród głosów krytyki pojawiały się porównania projektu Emmericha do Terminatora 2 (1991) Jamesa Camerona, zarzucano mu także sztampowość i określano mianem „bezmyślnego kina akcji”.

### Zyski finansowe
Film kosztował dwadzieścia trzy miliony dolarów amerykańskich.
Uniwersalny żołnierz miał swoją kinową premierę 10 lipca 1992 roku. Już pierwszego dnia zarobił 10.057.084 USD, będąc wyświetlanym w 1916. kinach. Natychmiast zajął drugie miejsce w zestawieniu amerykańskiego box office'u. W wielu innych krajach znalazł się na pierwszym miejscu zestawień frekwencyjnych i zarobił w sumie 102 mln $ na całym świecie.